# 크림 공화국 (미승인 국가)
크림 공화국(러시아어: Республика Крым 레스푸블리카 크림[*], 우크라이나어: Республіка Крим 레스푸블리카 크림[*], 크림 타타르어: Qırım Cumhuriyeti / Къырым Джумхуриети 크름 줌후리예티)은 크림반도에 존재했던 미승인 국가였다.
2014년 3월 11일 크림 자치 공화국과 세바스토폴 특별시가 우크라이나로부터 크림 독립 선언을 통해 크림 공화국을 결성하였다. 그 후 러시아와의 합병 여부를 묻는 주민 투표가 3월 16일에 실시되었다. 2014년 3월 17일 블라디미르 푸틴 러시아 대통령이 크림 공화국의 독립국 지위를 인정했으며 3월 18일에 러시아와 크림 공화국의 합병 조약이 체결되었다. 2014년 3월 21일에 법적인 절차가 마무리되어 사실상 크림 공화국은 러시아의 자치 공화국으로 편입되었다. 또한 세바스토폴 특별시는 행정 구역상 크림 공화국과 분리되어 러시아의 연방시가 되었다.

## 우크라이나로부터 독립
우크라이나의 관점에서 크림 공화국의 독립은 국제법, 그리고 우크라이나 헌법을 위반하는 것으로 볼 수도 있다. 우크라이나의 헌법을 따르면, 우크라이나의 영토 보전에 대한 결정을 모두 우크라이나 정부 주관의 국민 투표로만 할 수가 있다.  크림 공화국 안에 러시아의 군대가 있기 때문에 이 일을 불법 점령으로 볼 수도 있다.

## 2014년 크림 주민 투표
2014년 크림 주민 투표는 2014년 3월 16일 크림 공화국과 세바스토폴에서 실시된 투표이다.이 국민 투표는 1,533,208명으로 총 투표자 수 중 83.1%가 참여했으며, 투표 결과 러시아로 병합을 원하는 투표율이 93%이다.

## 러시아-크림 합병 조약 체결
러시아의 크림 공화국 합병 조약 체결은 2014년 3월 11일에 독립한 크림 공화국이 주민 투표 실시후 3월 21일에 체결한 합병 조약을 말한다.